# Augusto Robles
Augusto Robles Moran est un ancien arbitre de football du Guatemala des années 1960. Il y a une confusion sur la nationalité de l'arbitre (Guinée).

## Carrière
Il a officié dans une compétition majeure :
- JO 1968 (1 match)